# Salvador Camps i Gorina
Salvador Camps i Gorina (Sabadell, 14 de novembre de 1872 - 21 d'octubre de 1936) fou el primer alcalde de Sabadell del segle xx.
De tendència conservadora, d'ultradreta, era titllat per la crítica de l'època com a "sanguinari" i "turullista", és a dir, seguidor de Pere Turull. Fou alcalde de Sabadell del 26 de gener de 1900 al 29 de març de 1901, malgrat que no tingué llicència per assistir a les sessions municipals fins al 3 de març de 1900.